# Manfred Mannke
Manfred Mannke (ur. 25 września 1935 w Essen, zm. 15 sierpnia 1962) – polski szachista pochodzenia niemieckiego.

## Życiorys
Jako junior odnosił sukcesy w Niemczech. W 1955 r. przyjechał do Warszawy na turniej szachowy rozgrywany w ramach Międzynarodowego Festiwalu Młodzieży i Studentów. Podczas festiwalu poznał swoją przyszłą żonę, Barbarę. Wkrótce wstąpił do warszawskiego klubu szachowego "Drukarz", czyniąc szybkie postępy. W 1957 r. zdobył w barwach tego klubu brązowy medal drużynowych mistrzostw Polski. W 1958 r. zajął VIII m. w półfinale indywidualnych mistrzostw Polski, rozegranym we Wrocławiu. W 1959 r. podzielił III-IV m. w mistrzostwach Warszawy oraz zajął V miejsce w rozegranym w Bydgoszczy półfinale MP, zdobywając awans do rozegranego w 1960 r. we Wrocławiu finału mistrzostw Polski. W turnieju tym zajął wysokie V miejsce, zdobywając tytuł mistrza krajowego. W 1961 r. podzielił V-VI m. w mistrzostwach Warszawy oraz podzielił VI-VII m. w kolejnym półfinale MP, który odbył się w Piotrkowie Trybunalskim (nie zdobywając awansu).
W klubie "Drukarz" zajmował się szkoleniem, tak zapamiętał Manfreda Mannke jego wychowanek, mistrz Kazimierz Marcinkowski:

Mówił dobrze po polsku, ale z wyraźnym obcym akcentem, używał śmiesznych powiedzonek. Akceptował polskie realia, o polityce w klubie się nie mówiło. Pokazywał swoje partie, końcówki Smysłowa i Lewenfisza. Wygrał partię w symultanie zegarowej z Najdorfem. Miał duże rezerwy, bo nawet z użyciem podejrzanych systemów debiutowych robił dobre wyniki. Jego rodzice zginęli w Niemczech w katastrofie samochodowej. Pojechał do Essen, zlikwidował mieszkanie i powrócił własnym autem, oczywiście Volkswagenem, na niemieckiej rejestracji. W tamtych latach (1957–58) byłem nim wprost zafascynowany..

Na przełomie 1961 i 1962 r. wystąpił w najstarszym na świecie festiwalu szachowym w Hastings, osiągając największy sukces w karierze: zwycięstwo w turnieju Challenger (przed m.in. Draženem Maroviciem i Dragoljubem Velimiroviciem) i awans do turnieju głównego (z udziałem arcymistrzów) w kolejnej edycji. Nie dożył jednak tego wydarzenia, ginąc w wypadku samochodowym w sierpniu 1962 r. na drodze pomiędzy Sieradzem i Łodzią (jechał wówczas na turniej błyskawiczny).
Dwa miesiące po śmierci Manfreda Mannke urodził się jego syn, również Manfred, który także odnosił sukcesy szachowe, był m.in. brązowym medalistą mistrzostw Polski juniorów do 20 lat (Częstochowa 1982).